# Adam Stanisław Darowski
Adam Stanisław Weryha Darowski herbu Ślepowron – podsędek kamieniecki w latach 1748–1778, komornik ziemski kamieniecki w latach 1740–1741, podstoli trembowelski w latach 1740-1748, regent grodzki oświęcimski w 1740 roku, porucznik chorągwi pancernej cześnika koronnego Teodora Hieronima Lubomirskiego w 1760 roku.
Poseł na sejm 1748 roku z województwa podolskiego. Poseł województwa podolskiego na sejm konwokacyjny 1764 roku. Był elektorem Stanisława Augusta Poniatowskiego w 1764 roku z województwa podolskiego. Był posłem województwa podolskiego na sejm elekcyjny 1764 roku, jako deputat od Rzeczypospolitej podpisał pacta conventa Stanisława Augusta Poniatowskiego.